# Ilocano (geslacht)
Ilocano is een geslacht van Phasmatodea uit de familie Heteropterygidae. De wetenschappelijke naam van dit geslacht is voor het eerst geldig gepubliceerd in 1939 door Rehn & Rehn.

## Soorten
Het geslacht Ilocano  is monotypisch en omvat slechts de volgende soort:
- Ilocano hebardi Rehn & Rehn, 1939